# Гленротес
Гленро́тес (англ. Glenrothes) — город в Шотландии, административный центр области Файф.
Гленротес основан в 1948 году как один из новых городов, построенных в Великобритании по программе строительства новых городов после Второй мировой войны. Первоначально был рассчитан на население в 32—35 тысяч человек. В 2006 году население города составило почти 39 тысяч человек. В городе расположено несколько компаний, специализирующихся в области современных электронных технологий, инжиниринговых компаний, бумажных фабрик и прочих предприятий.
Город Гленротес был построен вокруг угольных шахт и первоначально служил в качестве промышленного центра страны.

## Достопримечательности
На территории города расположен первый железобетонный вантовый мост Соединённого Королевства — мост через реку Левен, сооружённый в 1995 году.
Среди достопримечательностей города можно выделить стекловолоконную скульптуру «Гигантские ирисы», модернистскую церковь Святого Павла, каменный церемониальный комплекс эпохи бронзы и др.